# Harriet Taylor
Harriet Taylor (Londres, 8 de outubro de 1807 – Avinhão, 3 de novembro de 1858), ou Harriet Taylor Mill, foi uma filósofa e defensora dos direitos das mulheres. Membro original da Sociedade Kensigton, que produziu a primeira petição requerendo votos para as mulheres, Harriet também defendeu o direito das mulheres no sentido de serem autorizadas a tomar parte no governo local.
Após a aprovação da Education Act 1870, foi membro da London School Board. Suas obras literárias existentes a respeito dessas causas são muito pequenas; ela é amplamente lembrada pelo trabalho conjunto com o seu segundo marido, John Stuart Mill, um dos proeminentes pensadores do século XIX, com o qual casou-se em 1851 numa incomum condição para a época de igualdade de direitos.

## Biografia

### Primeiros anos
Harriet nasceu em 1807, em Walworth, ao sul de Londres. Seus pais eram Thomas Hardy, cirurgião e Harriet Hardy. Foi educada em casa e logo cedo começou a expressar interesse pela poesia. Em 1826, ela se casou com seu primeiro marido, John Taylor, com quem teve três filhos: Herbert, Algernon e Helen.
Em 1831, ela conheceu John Stuart Mill, em um encontro orquestrado pelo líder da congregação unitarista de Harriet. Seu marido, John Taylor, o convidou para um jantar em casa devido ao interesse da esposa nos direitos das mulheres. Harriet escrevia não apenas poesia, como também se interessava pelas reformas sociais e vinha escrevendo textos sobre ética, tolerância, casamento e direitos das mulheres, ainda que não publicados.

### John Stuart Mill
A amizade de John e Harriet floresceu. Ele a atraía e a tratava como uma igual. Cerca de 18 meses depois, algo aconteceu que fez Harriet terminar a amizade com John, que o fez escrever uma apaixonada carta em francês, no qual se recusava a ouvir um adeus de sua parte sem explicações e que deveriam se encontrar. Harriet concordou e logo estavam escrevendo apaixonados ensaios e poemas mais tarde publicados. Em tais ensaios, Harriet e John discutiam as questões éticas envolvendo o casamento, separação e divórcio. Ela insistia que deveriam se criar condições de igualdade para as mulheres nos relacionamentos e que envolvessem afeição.
Harriet criticava a forma como mulheres eram educadas para serem apenas meros objetos, onde o casamento era uma forma de conseguir status e ascensão social e que ser casada era tratado como a única forma de existir. A morte do marido ou o fato de ser separada acabava com o propósito da mulher aos olhos da sociedade. Ela criticou o fato de uma mulher ser vista como apta para o casamento apenas sendo virgem e que ela não tinha a menor consciência do que lhe aconteceria no matrimônio. Defendia abertamente o divórcio, onde questionava como conviver com uma pessoa sem qualquer afeição a ela.
Outro questionamento presente em seus escritos era sobre a presença constante de prazer na vida do homem, enquanto na vida da mulher havia sofrimento e dor e valorizava o sexo entre um homem e mulher como uma troca igual e bela em suas formas. Muitos destes ensaios vinham com dedicatória para John Stuart Mill no final.
No final de 1833, o marido de Harriet concordou com uma separação. Ela então foi para Paris, fugindo da reação negativa da sociedade diante de seu divórcio, onde John se juntou a ela. Ainda assim, ela tinha consciência da humilhação pública que seu marido e sua família sofreriam por sua decisão de deixá-lo e retornou a Londres em algum momento. No verão de 1834, ela morava em sua própria casa, onde John a visitava constantemente e viajava com ela e as crianças, sendo presença constante em suas vidas pelos próximos 20 anos.

## Casamento
Depois da morte de John Taylor em 1849, devido a um câncer retal, Harriet e Mill aguardaram por dois anos até se casarem oficialmente em 1851. Ela hesitou muito pelo medo de gerar um escândalo ainda maior do que havia sido a separação. Seu casamento com Mill era algo inédito para a época, com total igualdade de direitos entre o casal. Harriet escreveu diversos ensaios, alguns com co-autoria de Mill sobre violência doméstica.

## Morte
Harriet Taylor Mill morreu no Hotel d'Europe, em Avinhão, França, em 3 de novembro de 1858, após um grave problema pulmonar. Acredita-se que sua morte tenha sido causada por complicações devido à sífilis, que ela teria contraído do primeiro marido.